# 異位妊娠
異位妊娠（Ectopic pregnancy），又稱為子宮外孕（eccyesis），是指胚胎在子宮以外部位著床的妊娠併發症。典型症狀和體徵包含腹痛及陰道出血，上述二種症狀都有的女性比例小於50%。腹痛的特點是为刺痛、悶痛或是絞痛，若出血擴散到腹腔，可能肩膀也會痛。若嚴重出血，可能會有心跳过速、昏厥或休克的症狀。異位妊娠的胎兒存活機率很低。
子宮外孕的危險因子包括：通常與衣原體感染相關的骨盆腔發炎、吸菸、曾經施行過輸卵管手術、不孕、曾經接受過人工授孕的處置。過去曾經有子宮外孕病史的婦女有較高的機率再次子宮外孕。九成以上的子宮外孕發生在輸卵管，又稱作為輸卵管外孕。著床的位置也可能發生在子宮頸、卵巢，甚至是腹部。一般經由檢測血液中的人類絨毛膜促性腺激素，並搭配超音波來做診斷。為了確定診斷，可能需要重複檢驗多次。陰道超音波影像檢查所得到的影像會更為清晰。相關子宮外孕的症狀包括：流產、卵巢扭轉和急性闌尾炎。
預防方式主要藉由減少各種可能的危險因子進行，包含篩檢、治療，以及避免衣原體的感染。雖然有部分的子宮外孕會自行被吸收而毫無症狀，但這部分的案例一直到2014年都未能被清楚研究。使用葉酸拮抗劑氨甲蝶呤（MTX）來治療部分子宮外孕有效。這一類的子宮外孕β-HCG濃度通常較低，形成外孕的胚胎也相對較小。一般而言，對於輸卵管已經破裂或胎兒已有心跳等生命徵象時，手術還是主要治療方式。手術可能以腹腔鏡進行或剖腹手術進行。治療效果一般而言都相當良好。
在已開發國家，一般子宮外孕的發生機率大約在1%到2%之間，但接受人工授孕的女性有4%較高的機率罹患子宮外孕。這是在第一孕期最常見導致孕婦死亡的原因，大約占所有懷孕比例的十分之一。在已開發國家的治療成效較開發中國家相對進步。在已開發國家，因為子宮外孕致死的比率大約是千分之一到千分之三，但在開發中國家致死率達到百分之一到百分之三。目前關於子宮外孕最早的記錄，是由現代外科學之父宰赫拉威在11世紀時所記載。「Ectopic」指的就是「不在原位」的意思。

## 概要

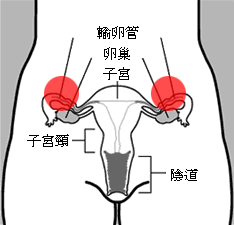
多數的異位妊娠狀況是受精卵停留在輸卵管上著床

懷孕的定義一般是指受精卵進入子宮體後，在子宮壁良好著床，在那裡成長並發育為胎兒。而典型的異位妊娠是胚胎沒有到達子宮體，就在輸卵管壁上開始成長。由於胚胎發育快速，會植入輸卵管壁吸收營養並快速增大，影響子宮和腹腔內其他器官，造成孕婦疼痛。如未及早發現並治療，被胚胎影響的輸卵管可能會被撐破，並導致婦科大出血，使患者有生命危險。
所有妊娠中有1%是異位妊娠。異位妊娠中有多達98%的異位妊娠發生在輸卵管上，其他約2%的異位妊娠發生在輸卵管外面。

## 病因

### 輸卵管的影響
輸卵管內部有相當多的絨毛組織，負責將卵巢排出的卵運送到子宮當中，如果這些絨毛組織未正常運作，就會導致異位妊娠的高可能性。
輸卵管手術或先天性輸卵管狹窄閉鎖，都有可能造成這些絨毛組織未正常運作。
此外，婦女若患有盆腔炎（pelvic inflammatory disease）；簡稱為PID）也會造成異位妊娠的高發生機率。原因是骨盆腔發炎會累積不少的瘢痕组织在輸卵管，造成對輸卵管絨毛和管壁封住的可能性。
輸卵管手術也會導致異位妊娠，如常見的輸卵管結紮術（或相反的，輸卵管結紮後放開的手術），都有可能造成絨毛組織的損傷。因此由於異位妊娠而接受輸卵管手術的患者，下一次又發生異位妊娠的風險也會相對的增加。

### 過高的女性荷爾蒙與黃體素
過高的女性荷爾蒙與黃體素也是增加異位妊娠的原因之一，懷孕初期，這些激素應會適當減少，以刺激卵子慢慢通過輸卵管到達子宮。如這些激素過高，就會造成受精卵停留在輸卵管上，造成異位妊娠。因此一些接受避孕環（IUDs）安裝，黃體素注射、服用晨起型避孕藥（morning-after pill）、毓婷、或其他以女性荷爾蒙為主要避孕方法的婦女，都有機會增加異位妊娠的風險。此外，接受不育症治療的婦女也因此而常有異位妊娠的風險。

### 其他
造成異位妊娠的其他原因可能還有年齡的因素，高齡產婦是異位妊娠的好發者。近年來，有吸煙習慣的孕婦與異位妊娠的關係也正在被研究當中，但目前仍未有正式的報告。

## 症狀
異位妊娠的患者，通常具有下列典型症狀：
- 下腹部疼痛、後背疼痛、骨盆疼痛。[12]
- 子宮單側疼痛，压痛（壓下去痛），伴有或者不伴有反跳痛（当检查者用手压下腹部以后突然抬起时患者疼痛）。
- 疼痛可能是突然發作，但也可能經常的隱隱作痛。
- 陰道少量但長期出血，或突然間大量出血。[12]
- 由於大量出血，血紅素下降。病人的臉色和四肢都會呈現失血的蒼白色。
- 由於懷孕，乙型人類絨毛膜性腺激素（β-hCG）大量上升。在尿液測試時呈陽性反應。受精卵受精6週左右時，正常懷孕的話，絨毛激素在48小時內，會上升66%以上。若低於66%，則要懷疑是流產或子宮外孕。[12]

属于妇科急腹症，需要与其它妇科急腹症，如盆腔炎，卵巢囊肿蒂扭转，以及外科急腹症，如盲腸炎、急性阑尾炎或其他腸胃疾病相鉴别。

## 診斷
當婦女有下腹疼痛伴停经，就要懷疑有異位妊娠的可能性，需要进行懷孕測試。為陽性時，血液中不斷上升的絨毛激素可幫助確認異位妊娠，此外，超音波檢查也有幫助找出異位妊娠的發生地點。一般來說，當婦女確認有懷孕，但超音波檢查子宮內卻沒有胚胎組織時，異位妊娠的機率是大為提高的。協助找出異位妊娠的超音波經常會是能深入子宮，提供較多影像的陰道超音波。
最後，也可藉由剖腹手術，或腹腔鏡手術來打開腹部，確認異位妊娠的位置並去除該處的妊娠胚胎組織。

## 非輸卵管的異位妊娠診斷
儘管機率相當小，但仍約有3%的異位妊娠會在輸卵管以外的地方產生，超音波可檢查出其中的子宮頸異位妊娠、卵巢異位妊娠；在這些部位的胚胎都無法健康成長，也會影響母體的生命危險。
在胃腸部位的異位妊娠，則相當罕見，如一些罕见的妊娠则是原来正常生长于子宫内的胚胎，由于子宫没跟着胎儿一同生长，结果子宫被撑破成花瓣状，胎盘一半在子宫，一半继续吸附肠道生长，结果造成罕见的腹腔宫外孕，也由於胎盤位於卵巢與腹膜間的空腔位置，讓胎兒有足夠的成長空間，一旦發現胃腸部位的異位妊娠，通常會施以剖腹手術將胚胎拿出，以減少其他器官被撐破的出血風險。

## 治療

### 非外科手術治療

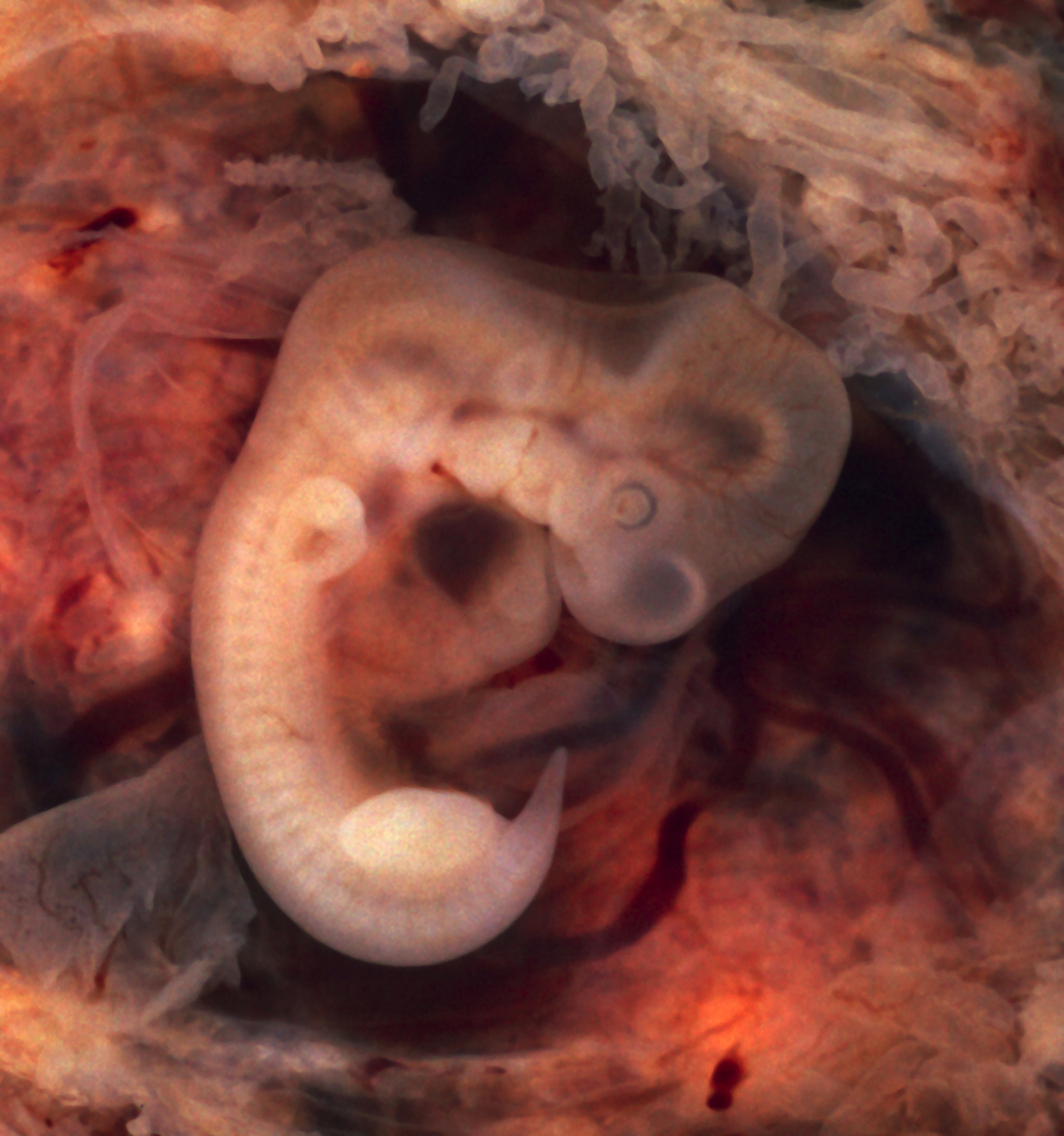
輸卵管上的異位妊娠胚胎

1993年之後，極早期的異位妊娠（妊娠組織體積小於3公分）是可以被藥物胺基甲基葉酸（Methotrexate）控制治療的，方法是利用藥物停止妊娠組織的成長，並使其慢慢的被自體吸收。

### 外科手術治療
由於異位妊娠經常會造成腹內大出血，使病人休克的風險，因此儘快使用外科手術將妊娠組織切除是多數醫生的治療方法，其中有些手術會視胚胎附著的情況，將輸卵管一同切除。1883年，羅伯特·勞森泰特是第一位採用剖腹手術清除異位妊娠的醫生。
2005年8月，在英國曾有一名異位妊娠的婦女，剖腹產下健康的胎兒，但這是非常罕見的案例，該婦女的妊娠組織位於輸卵管之外的腹腔，由於婦女和醫療人員在胎兒出生前，都未察覺異位妊娠的跡象，才發生此案例。目前可知世界上有紀錄的異位妊娠，成功產下胎兒的報告僅有12例。
2018年浙江一位21歲女孩異位妊娠，胚胎跑到腹腔，稱為原發性腹腔妊娠，著床在肝臟上。

## 全球问题
很多人以为子宫外孕是非常罕见的病，但2005年的一项统计标明，近3年来，全球女性子宫外孕的发病率比上个世纪末20年里增长了3到5倍。现在已经成为了一个全球性的问题。

## 參看
- 急診（Medical emergency）
- 連體雙胞胎（Parasitic twin）
- 寇倫氏徵象（Cullen's sign）（寇倫氏症，腹腔内大出血，造成皮肤表面蓝染）
- 石胎

## 書目
1. Monga, Ash. .  第 18 版. UK: Edwards Arnolds. 2006. ISBN 9780340816622 （英语）.

## 外部連結
- CT of the abdomen showing abdominal ectopic pregnancy （页面存档备份，存于）
- The Ectopic Pregnancy Trust （页面存档备份，存于） - Information and support for those who have suffered the condition by a medically overseen and moderated UK based charity, recognised by the National Health Service (UK) Department of Health (UK) and the Royal College of Obstetricians and Gynaecologists
- Brown discharge first trimester （页面存档备份，存于） - Information and support for pregnant women
- Ectopic Pregnancy: MedlinePlus 醫學百科全書 （页面存档备份，存于）
- The Ectopic Pregnancy Trust （页面存档备份，存于）資訊和支持
- 子宮外孕-王伊蕾
- 39健康网——宫外孕专题 （页面存档备份，存于）